# Château de Charbonnel
Le château de Charbonnel, ou château central, renommé La Bastide du Soleil de par son statut hôtelier, est un château situé en France sur la commune de Vinezac, dans le département de l'Ardèche et la région Rhône-Alpes.

## Situation
Le village de Vinezac se situe en Basse Cévenne ardéchoise Sud. Le château est bâti au centre du village.

## Historique
Le château était celui de Charbonnel de Chauzon, coseigneur de Vinezac, allié aux autres familles seigneuriales locales. La commune a acquis l'édifice qui menaçait de s’effondrer, l’a restauré au prix de travaux très importants pour en faire un hôtel-restaurant de prestige.
On peut voir près de l’entrée les armes des Charbonnel associées à celles des de La Motte, ainsi que le cerf des Servissas, autres coseigneurs.

## Architecture
L'édifice comporte de belles fenêtres à meneaux, et à l'intérieur se trouve un escalier monumental en grès.